# SAKO

SAKO Limited je finsko orožarsko podjetje, ki je bilo ustanovljeno leta 1921. 

## Zgodovina
Sprva je podjetje izdelovalo orožje za finsko civilno obrambo in je imelo ključno vlogo pri opremljanju finske vojske med drugo svetovno vojno. Kasneje se je podjetje posvetilo izdelavi dolgocevnega vojaškega, lovskega in športnega orožja ter streliva. 
SAKO poleg dragega orožja trži tudi bolj cenovno ugodno orožje pod blagovno znamko Tikka, skupaj s podjetji Franchi, Benelli, Uberti in Beretta pa tvori skupino Beretta.